# 河内修斗
河内 修斗（かわち しゅうと、1985年8月5日 - ）は、日本のプロバスケットボール選手ならびに指導者。ポジションはポイントガード、シューティングガード。bjリーグのコミッショナーを務めた河内敏光は父。
東京都に生まれ、京北中学校在学時の13歳の時にバスケットボールを始める。
京北高校に進学し、高校卒業後はロサンゼルスのロサンゼルス・ハーバー・カレッジに留学。
帰国後の2008年に浜松・東三河フェニックスに入団し、同年から2009年までの1シーズンを選手として過ごした後、2009-2010シーズンよりアシスタントコーチに就任した。
その後2011-2012シーズン限りで退団。2012-2013シーズンはニューヨークにあるNCAAビッグ・イースト・カンファレンスに所属するセント・ジョンズ大学にてコーチング留学をしていた。
2013-2014シーズンより仙台89ERSのヘッドコーチとして3シーズン、チームの指揮を執った。
2016年6月、三遠ネオフェニックスのアソシエイトヘッドコーチに就任。
2021年6月、創設したばかりのB3リーグ所属のプロクラブアルティーリ千葉のアソシエイトコーチに就任した。